# Dundee United Football Club
O Dundee United Football Club é um clube profissional escocês localizado na cidade de Dundee. Tradicionalmente, o Dundee United tem o apelido de "The Terrors" e os seus torcedores são apelidados de "The Arabs".
O Dundee United atualmente joga na Scottish Premier League. O falecido Eddie Thompson, presidente de Setembro de 2002 até sua morte em Outubro de 2008, foi o acionista majoritário do Dundee United enquanto seus torcedores, unidos pelo ArabTRUST, detinham a segunda maior porcentagem de ações. Em 2005/06, o Tannadice Park teve um público médio de 8,197, o sexto maior da SPL.
Em competições europeias, o Dundee United é o quinto time que mais jogou: 104 partidas em 23 temporadas europeias.

## História

### Início(1909-1971)
Inspirado no exemplo do Hibernian, em Edimburgo, a comunidade católica de Dundee formou um novo clube de futebol em 1909, Seguindo o exemplo do Dundee Harp (outro clube de futebol já extinto). Originalmente chamado de Dundee Hibernian, o clube tomou o Clepington Park (que depois viria a se chamar Tannadice Park) do Dundee Wanderers e jogou a sua primeira partida em 18 de agosto de 1909, contra o Hibernian. No ano seguinte, o clube foi aceito na Liga de Futebol Escocêsa. O clube foi salvo da falência em 1923 por um grupo de empresário de Dundee que decidiram mudar o nome do clube para Dundee United (ao pé da letra: Dundee Unido) para promover maior apelo de união da população; O nome Dundee City foi cogitado mas foi protestado pelos rivais do Dundee FC.
O United conseguiu a promoção para a primeira divisão pela primeira vez em 1924/1925, quando ganharam o título da segunda divisão, porém, foram rebaixados 2 temporadas depois. Depois de vencer outro título (e ser rebaixado no ano seguinte),permaneceu por muitos anos em divisões inferiores da Escócia, competindo na primeira divisão apenas em quatro temporadas até Jerry Kerr ser escolhido como técnico em 1959. Kerr acabou com a ausência de 28 anos da equipe na principal divisão da escócia pois, em seu primeiro ano como técnico, Kerr ficou em segundo na segunda divisão escocesa. Alguns dos jogadores mais notáveis do período incluem os atacantes Dennis Gillespie e Jim Irvine e os zagueiros Doug Smith e Ron Yeats (que depois viraria capitão do Liverpool FC em 1960).

## Elenco
Atualizado 14 de abril de 2021.
Legenda
- : Capitão
- : Jogador lesionado

## Títulos
| Nacionais | Nacionais                            | Nacionais | Nacionais                           |
|           | Competição                           | Vezes     | Ano                                 |
| --------- | ------------------------------------ | --------- | ----------------------------------- |
| Escócia   | Campeonato Escocês                   | 1         | 1982–83                             |
| Escócia   | Copa da Escócia                      | 2         | 1993–94 e 2009–10                   |
| Escócia   | Copa da Liga Escocesa                | 2         | 1979–80 e 1980–81                   |
| Escócia   | Campeonato Escocês - Segunda Divisão | 4         | 1924–25, 1928–29, 2019–20 e 2023–24 |